# レ・ペンヌ＝ミラボー
レ・ペンヌ＝ミラボー （Les Pennes-Mirabeau）は、フランス、プロヴァンス＝アルプ＝コート・ダジュール地域圏、ブーシュ＝デュ＝ローヌ県のコミューン。

## 地理
マルティーグとサロン＝ド＝プロヴァンスの間を走る、岩がちな道の途上にある。マルセイユの北約17kmに位置し、マリニャーヌにあるマルセイユ国際空港からは10kmの距離である。

## 歴史
考古学的発見から、レ・ペンヌ最古の住民は紀元前3世紀頃に現れた。コミューンの西およそ2.5kmにオッピドゥムが見つかっている。レ・ペンヌに関する最も古い記録は1022年のものである。
1481年、ルイ11世はプロヴァンス領とペンヌ領を継承し、ペンヌをリュクサンブール家に与えた。1678年、ルイ14世はペンヌ侯爵領をつくり、シャルル・ヴェントに与えた。ヴェント家は2世紀あまり支配した。

## 経済
プラン・ド・カンパーニュ（fr）はフランス有数の商業センターで、コミューン面積の2/3を占める。また、コカコーラ社の製造工場があり、フランス南部全体に飲料を供給している。

## 人口統計
| 1962年 | 1968年 | 1975年 | 1982年 | 1990年 | 1999年 | 2006年 | 2015年 |
| ------ | ------ | ------ | ------ | ------ | ------ | ------ | ------ |
| 7615   | 10146  | 14839  | 15691  | 18599  | 19041  | 20231  | 21387  |

source = EhessとINSEE